# Martin Jol
Maarten Cornelis "Martin" Jol (* 16. ledna 1956, Haag, Nizozemsko) je nizozemský fotbalový trenér a bývalý fotbalový záložník. Jol jako hráč odehrál více než 400 ligových zápasů.

## Hráčská kariéra
Jol se narodil v Haagu a svou profesionální kariéru začal právě v místním klubu ADO Den Haag. S Haagem vyhrál v roce 1975 nizozemský pohár, když ve finále porazil Twente. Další sezonu si vyzkoušel německou Bundesligu, kde však dlouho nevydržel a brzy se vrátil zpět do Nizozemska, právě do týmu Twente Enschede. V Twente předváděl slušné výkony, díky kterým se dostal i do reprezentace a v roce 1982 přestoupil do anglického West Bromwich Albion. V roce 1984 přestoupil do Coventry a rok později se vrátil do Haagu, kde v roce 1989 skončil hráčskou kariéru. Na mezinárodní úrovni Jol odehrál 20 zápasů za "B" tým, 12 za U21 a 12 za U23. Za národní tým nastoupil celkem třikrát.

## Trenérská kariéra

### Nizozemsko
Jol začal trénovat v roce 1991, kdy převzal amatérský tým Haagu. Později se stěhoval do místního Scheveningenu, kde za jednu sezónu stihl vyhrát amatérský národní pohár. V roce 1996 převzal Rodu, která hrála Eredivisie a dokázal s ní vyhrát národní pohár, což byla první trofej za posledních třicet let. V letech 1998–2004 trénoval profesionální tým RKC Waalwijk, který uchránil od sestupu a v roce 2002 byl zvolen koučem roku.

### Tottenham
V létě 2004 Waalwijk popřel, že by se měl Jol stát trenérem Tottenhamu, ale o několik dní později Jol podepsal smlouvu a stal se asistentem trenéra Jacquese Santiniho. Santini však po pouhých třinácti zápasech rezignoval a Jol zaujmul jeho pozici. S Tottenhamem však ukázal skvělou formu, když tým vyhrál pětkrát v řadě, což se mu naposledy povedlo v sezoně 1992–1993. Jol byl v prosinci 2004 zvolen trenérem měsíce v Premier League a média začala spekulovat o jeho příchodu do Ajaxu, který zrovna hledal trenéra. Jol v Tottenhamu zůstal a tým nakonec skončil na 9. místě v Premier League, i to však vedlo k prodloužení smlouvy na tři roky. Další sezonu Spurs rozjeli dobře a po čase se usadili na 4. místě tabulky, které by zaručovalo start v Lize Mistrů pro příští sezonu. Jenže v posledním kole prohráli s West Hamem a nakonec skončili na 5. místě, což byla nejvyšší ligová pozice od roku 1990. V sezoně 2006–2007 znovu Spurs obhájili 5. místo a v Poháru UEFA skončili ve čtvrtfinále. V létě 2007 klub utratil více než 40 milionů liber za nové posily. Když vedení klubu Jolovi řeklo, že nemůže takto utrácet, jinak budou muset prodat Dimitara Berbatova, Jol na to odpověděl, že by raději umřel, než se zbavit tohoto hráče. I tak vedení klubu vzhledem k drahým přestupům očekávalo umístění v TOP 4. Tým se však nesehrál, což stálo Jolovu pozici, kterého nahradil Španěl Juande Ramos.

### Hamburger SV
Jol na začátku sezony 2008–2009 převzal mužstvo Hamburku, které dovedl na 5. místo v Bundeslize zaručující účast v Evropské lize. Nakonec na severu Německa vydržel jen jednu sezonu, protože na lavičce Ajaxu Amsterdam bylo volné místo a chtěl se vrátit zpět do Nizozemska.

### Ajax
V květnu 2009 podepsal smlouvu s Ajaxem na 3 roky, kde nahradil Marca van Bastena, který rezignoval. Ajax vyhrál první dva zápasy, potom však prohrál s PSV Eindhoven. Potom ale chytil formu a za celou sezónu tým vstřelil 106 ligových branek, což znamenalo více 3 na jeden zápas). Hvězdou týmu byl Luis Suarez, který zaznamenal 35 branek. Ani to však nestačilo na zisk titulu, který vyhrálo o bod Twente. Ajax alespoň vyhrál nizozemský pohár. Další sezonu se Ajax nenacházel úplně v nejlepší formě a po 17 kolech byl čtvrtý. Jol nebyl spokojený a rezignoval.

### Fulham
Po půlroční pauze se Jol znovu objevil ve velkém fotbalu, když v létě 2011 nahradil Marka Hughese ve Fulhamu a podepsal dvouletou smlouvu. S týmem ale nezačal nejlépe a nehrál tolik ofenzivně, jak se původně čekalo od nového trenéra. Nakonec tým umlčel kritiku výhrou nad městským rivalem Queens Park Rangers 6-0.

## Úspěchy
Roda JC Kerkrade
- Nizozemský fotbalový pohár: 1996/97

AFC Ajax
- Nizozemský fotbalový pohár: 2009/10